# Narran River
Narran River är ett vattendrag i Australien. Det ligger i delstaten Queensland, omkring 490 kilometer väster om delstatshuvudstaden Brisbane.
Omgivningarna runt Narran River är i huvudsak ett öppet busklandskap. Trakten runt Narran River är nära nog obefolkad, med mindre än två invånare per kvadratkilometer. Genomsnittlig årsnederbörd är 424 millimeter. Den regnigaste månaden är februari, med i genomsnitt 87 mm nederbörd, och den torraste är oktober, med 5 mm nederbörd.